# Auyl
El Partido "Auyl" (en kazajo: «Ауыл» партиясы, romanizado: «Auyl» partiasy) es un partido político kazajo. 

## Historia
Fue fundado por Gani Qaliev el 30 de enero de 2000, originalmente como el Partido Socialdemócrata Campesino "Auyl". Participaría por primera vez en las elecciones parlamentarias celebradas en Kazajistán en 2004, en donde obtuvo el 1,7% de los votos, y no lograría obtener escaños.
El 5 de septiembre de 2015, el partido se fusionó con el Partido de los Patriotas de Kazajistán, y en consecuencia, fue renombrado a Partido Patriótico Democrático Popular "Auyl".  En abril de 2019, el partido postuló a Toleutai Raqymbekov como candidato presidencial, siendo la primera vez que el partido postula a un candidato propio. En dichas elecciones, Raqymbekov obtuvo el 3,04% de los votos, quedando en cuarto lugar.
En 2022, el partido postuló a Jiguli Dairabaev como candidato presidencial. En dichas elecciones, obtuvo el 3,42% de los votos, quedando en segundo lugar. En 2023, en las elecciones legislativas, el partido lograría ingresar al Mazhilis por primera vez, al obtener el 10,90% de los votos, y logrando obtener ocho escaños en el parlamento.
El 21 de agosto de 2024, durante la realización de un congreso, el partido cambió su nombre y renovó su imagen.

## Ideología
El partido declaró como sus principales valores la espiritualidad, patriotismo, lealtad, igualdad y cooperación. Basándose en sus principios de la socialdemocracia, el partido se pronunció a favor de los intereses de la población rural al considerar como prioridades fortalecer la regulación estatal y apoyar la economía agrícola, proteger los intereses de los trabajadores rurales, promover activamente la implementación de reformas económicas y políticas destinadas a una mayor democratización de la sociedad, la implementación de formas justificadas de relaciones de mercado en todos los sectores de la economía, la mejora del nivel de vida de los ciudadanos, así como la formación de la educación patriótica de la población.

## Controversias
El partido es visto como leal al gobierno, y al actual presidente Kasim-Yomart Tokáev, y ha sido acusado de ser una oposición controlada y un frente para el agronegocio. A pesar de afirmar que representaba a los trabajadores rurales, el partido fue criticado por no centrarse en los intereses de los pequeños y medianos agricultores y, en su lugar, cooperar con la Alianza de Asociaciones del Complejo Agroindustrial de Kazajistán, que se consideraba propiedad de un grupo de oligarcas kazajos, siendo Umirzak Shukeyev la figura más beneficiada de la organización.